# Новоивановка (Балейский район)
Новоивановка — село в Балейском районе Забайкальского края России. Входит в состав сельского поселения «Матусовское».

## География
Село находится в юго-западной части района, на берегах реки Семёновой, вблизи места впадения её в реку Унду, на расстоянии примерно 13 километров (по прямой) к юго-западу от города Балея. Абсолютная высота — 576 метров над уровнем моря.
Климат
Климат характеризуется как резко континентальный с продолжительной холодной малоснежной зимой. Абсолютный минимум температуры воздуха самого холодного месяца (января) составляет −45,5 °C; абсолютный максимум самого тёплого месяца (июля) — 39,2 °C. Среднегодовое количество атмосферных осадков составляет 308,3 мм.
Часовой пояс
Село Новоивановка находится в часовой зоне МСК+6. Смещение применяемого времени относительно UTC составляет +9:00.

## История
Основано в XVIII веке крестьянами, приписанными к Нерчинскому сереброплавильному заводу. В 1851 году жителей перевели в казачье сословие. До революции входило в состав 3-го отделения Забайкальского казачьего войска.

## Население
| 1923 | 1989 | 2002 | 2010 | 2021 |
| ---- | ---- | ---- | ---- | ---- |
| 856  | ↘283 | ↘247 | ↘197 | ↘130 |

Половой состав
По данным Всероссийской переписи населения 2010 года в гендерной структуре населения мужчины составляли 57,9 %, женщины — соответственно 42,1 %.
Национальный состав
Согласно результатам переписи 2002 года, в национальной структуре населения русские составляли 100 % из 247 чел.

## Инфраструктура
В селе функционируют Дом культуры, библиотека и фельдшерско-акушерский пункт.